# Nemastomella iberica
Espèce
Synonymes
- Nemastoma iberica Rambla, 1967

Nemastomella iberica est une espèce d'opilions dyspnois de la famille des Nemastomatidae.

## Distribution
Cette espèce se rencontre en Espagne dans la communauté de Madrid et en Galice et au Portugal au Nord.

## Systématique et taxinomie
Cette espèce a été décrite sous le protonyme Nemastoma iberica par Rambla en 1967.  Elle est placée dans le genre Nemastomella par Staręga en 1987.

## Étymologie
Son nom d'espèce lui a été donné en référence au lieu de sa découverte, l'Ibérie.

## Publication originale
- Dresco, 1967 : « Nemastoma bacilliferum Simon. Espèces voisines. Espèces nouvelles (Opiliones, Fam. Nemastomatidae). » Annales de Spéléologie, vol. 22, p. 367–391.